# Amt Recknitz-Trebeltal
Amt Recknitz-Trebeltal – związek gmin w Niemczech, leżący w kraju związkowym Meklemburgia-Pomorze Przednie, w powiecie Vorpommern-Rügen. Siedziba urzędu znajduje się w miejscowości Tribsees.
W skład związku wchodzi dziesięć gmin:
1. Bad Sülze
2. Dettmannsdorf
3. Deyelsdorf
4. Drechow
5. Eixen
6. Grammendorf
7. Gransebieth
8. Hugoldsdorf
9. Lindholz
10. Tribsees